# 1112 Polonia
Az 1112 Polonia (ideiglenes jelöléssel 1928 PE) a Naprendszer kisbolygóövében található aszteroida. Pelageja Sajn fedezte fel 1928. augusztus 15-én.